# بانیاسوری
بانیاسوری (به لاتین: Baniasuri) یک روستا در بنگلادش است که در استان باریسال و در ناحیه باریسال واقع شده است.